# Денискинский сельсовет
Денискинский сельсовет — муниципальное образование в Фёдоровском районе Башкортостана.
Согласно «Закону о границах, статусе и административных центрах муниципальных образований в Республике Башкортостан» имеет статус сельского поселения.

## Состав
- с. Денискино
- д. Веселовка
- с. Кирюшкино
- д. Новомихайловка
- с. Новосёлка
- д. Филипповка

### Упразднённые населённые пункты
- д. Прасковьино-Васильевка
- д. Балталы
- п. Горный
- п. Ясная Поляна

## Население
| 2002  | 2009  | 2010  | 2012  | 2013  | 2014  | 2015  |
| ----- | ----- | ----- | ----- | ----- | ----- | ----- |
| 1936  | →1936 | ↘1850 | ↗1859 | ↘1822 | ↗1851 | ↘1776 |
| 2016  | 2017  | 2018  |       |       |       |       |
| ↘1754 | ↘1736 | ↘1681 |       |       |       |       |